# Nukhba (lực lượng vũ trang Hamas)
Nukhba (tiếng Ả Rập: نخبة, n.đ. 'tinh nhuệ'), Lực lượng Nukhba hoặc Al-Nukhba là đơn vị biệt kích hải quân trong thành phần lực lượng biệt kích của Lữ đoàn Izz ad-Din al-Qassam, cánh vũ trang của Hamas. Nukhba được Hamas thành lập năm 2010 trong cuộc Chiến tranh Gaza (2008 - 2009) để tăng cường tấn công Israel đường biển và vận chuyển vũ khí vào Gaza. Nukhba đóng quân ở Gaza, Palestin.
Nukhba chuyên trách việc tấn công trên mặt nước, dưới nước hoặc thâm nhập vào Israel qua đường bờ biển, sử dụng thuốc nổ và các tên lửa dẫn đường dưới nước là loại vũ khí mà hệ thống phòng không Vòm Sắt của Israel không ngăn được. Các mục tiêu bao gồm kết cấu hạ tầng ở biển, các tàu bè quân sự và dân sự  và trạm năng lượng của Israel.
Israel buộc tội đơn vị này đã tiến hành cuộc tấn công Israel ngày 7 tháng 10 năm 2023 mở đầu Chiến tranh Israel - Hamas 2023 - 2024.